# Ahlbach (Jagst)
Der Ahlbach ist der unter einen Kilometer lange Unterlauf eines Bachsystems im Ostalbkreis im östlichen Baden-Württemberg, der beim Rainauer Weiler Buch von links in das dort die obere Jagst daueranstauende Hochwasserrückhaltebecken Buch mündet. Mit seinem längeren linken Oberlauf Strütbach zusammen ist der Bach 6,3 km lang. Zu seinem insgesamt 13,7 km² großen Einzugsgebiet trägt jedoch sein etwas kürzerer rechter Oberlauf Längenbach fast zwei Drittel bei.

## Geographie

### Verlauf
Der Ahlbach entsteht in Buch aus der Vereinigung des nordnordöstlich von Neuler im Strüt auf etwa  502 m ü. NHN entstehenden Strütbachs mit dem etwa auf 492 m ü. NN am Rand des Waldinsel Baumgarten zwischen Neuler und dem südsüdöstlich davon gelegenen Hüttlingen-Oberlengenfeld entspringenden Längenbach. Beide Oberläufe fließen lange südöstlich und unterqueren im Fall des Längenbachs südlich von Buch, im Fall des Strütbachs in Buch die K 3320 (Alttrasse der B 290) von Oberalfingen nach Schwabsberg. In Buch stößt dann nach einer Kehre der Lauf des Längenbachs auf unter 452 m ü. NN von Süden her auf den hier ostwärts laufenden Strütbach. Der hierbei entstehende Ahlbach läuft noch etwa 0,5 km weit nordöstlich, unterquert die Obere Jagstbahn und mündet jenseits der Gleise auf etwa 449,7 m ü. NHN gleich in die schlanke westliche Mündungsbucht des Hochwasserrückhaltebeckens Buch. Er hat auf dieser kurzen Strecke kaum Gefälle. Durch seine Mündungsbucht, die von einer Brücke der B 290 überspannt wird, fließt er etwa weitere 0,5 km weit bis zum Stromstrich der Jagst. Rechts der Bucht liegen auf dem Mündungssporn die Reste des durch Bepflanzungen wieder kenntlich gemachten Kastells Buch.

### Einzugsgebiet
Der Ahlbach hat ein Einzugsgebiet von 13,7 km² Größe. Es liegt im Bereich, wo sich Jagst und oberer Kocher an ihren jeweiligen Oberläufen zwischen Buch und Hüttlingen am nächsten kommen. Die konkurrierenden Gewässer sind reihum der zur abwärtigen Jagst laufende Sizenbach im Norden, die Jagst mit nur unbedeutenden anderen Zuflüssen an der gesamten Nordostseite, der zum Kocher laufende Mittelbach im Süden sowie Kocher und zuletzt dessen tieferer Zufluss Schlierbach an der Südwestseite.
Das Einzugsgebiet rechnet naturräumlich zum Vorland der östlichen Schwäbischen Alb, größtenteils zu dessen Unterraum der Goldshöfer Terrassenplatten, in dem der Ahlbach läuft, der kleinere nordwestliche Teil zum Unterraum Platte von Neuler.
Am Nordwesteck liegt der mit 524,5 m ü. NHN höchste Punkt auf einer flachen Höhenkuppe nordöstlich von Neuler. Von dort aus fällt das Terrain entsprechend der überwiegenden Richtung der Oberläufe, die dem geologischen Schichtenfallen im Südwestdeutschen Schichtstufenland folgen, mäßig nach Südosten ab.
Die Platte von Neuler ist eine Verebnung im Schwarzjura, an sie schließt sich die unterste Schicht Opalinuston-Formation des überlagernden Braunjuras an, ganz im Südosten steht auch noch kurz dessen darüber liegende Eisensandstein-Formation an. Der Strütbach hat sich am Mittellauf unter den Jura hinunter bis in die höheren Keuper-Schichten eingegraben. Den Juraschichten sind auf weiten Flächen noch viel jüngere Inseln Goldshöfer Sande überlagert, altpleistozäne Flussablagerungsschichten aus der Zeit, als Jagst und Kocher mit noch etwa entgegengesetzter Laufrichtung in dieser Gegend sich vereinten und über die Urbrenz zur Donau entwässerten. Das Geländeprofil zeigt an mehreren Stellen, insbesondere nahe dem Bahnhof Goldshöfe, dass die Sande früher abgebaut wurden.
Das Gebiet liegt im Ostalbkreis, die größten Flächenanteile haben die Gemeinde Rainau im Osten und die Gemeinde Hüttlingen im Westen sowie die Gemeinde Neuler im Norden. Kleinere Anteile gehören zur Gemeinde Westhausen im Südosten und zur Stadt Aalen im Süden. Am Ahlbach selbst liegt alleine der große Rainauer Weiler Buch, anderswo im Einzugsgebiet gibt es einige deutlich kleinere Orte. Insgesamt ist die Besiedlung gering.

### Zuflüsse und Seen
Liste der Zuflüsse und  Seen von der Quelle zur Mündung. Gewässerlänge, Seefläche, Einzugsgebiet und Höhe nach den entsprechenden Layern auf der Onlinekarte der LUBW. Andere Quellen für die Angaben sind vermerkt.
Zusammenfluss des Ahlbachs auf unter 452 m ü. NHN im Rainauer Weiler Buch.
- Längenbach, rechter und zuletzt von Süden zulaufender Oberlauf, 4,6 km und 8,6 km².[LUBW 4] Entsteht auf etwa 492 m ü. NHN westnordwestlich von Hüttlingen-Oberlengenfeld am Waldrand.
  - (Graben aus den Bruckwiesen), von rechts und Westen auf etwa 480 m ü. NHN südlich von Oberlengenfeld, 0,9 km und ca. 0,4 km².[LUBW 8] Beginnt auf etwa 495 m ü. NHN am Hüttlinger Lachenschafhaus.
  - (Graben durchs Wiesengewann Gern), von rechts und Westen auf etwa 477 m ü. NHN zwischen Ober- und Hüttlingen-Mittellengenfeld, ca. 0,6 km[LUBW 3] und ca. 0,2 km².[LUBW 8] Entsteht auf etwa 488 m ü. NHN beim Haldenschafhaus von Hüttlingen.
  - Mittellengenfelder Bach, von rechts und Westen auf etwa 471 m ü. NHN bei Mittellengenfeld, 1,0 km und ca. 0,7 km².[LUBW 8] Entsteht auf etwa 489 m ü. NHN zwischen Hüttlingen-Sulzdorf und Mittellengenfeld.
  - (Graben), von rechts und Westen auf etwa 465 m ü. NHN östlich von Hüttlingen-Unterlengenfeld vor einer bachquerenden Straße, ca. 1,1 km[LUBW 3] und ca. 0,4 km².[LUBW 8] Entsteht auf etwa 487 m ü. NHN nördlich von Hüttlingen im Hagenbuch.
  - Eichwaldgraben, von rechts und Süden auf etwa 457 m ü. NHN zwischen den Waldinseln Kriegwart rechts und Heisenberg links unterhalb eines alten Seedamms im Gewann Frauenweiher, 1,7 km und ca. 1,8 km².[LUBW 8] Entsteht auf etwa 475 m ü. NHN nordöstlich von Aalen-Wagenrain an der Stadtgrenze zu Hüttlingen am Rand des Kriegwart zum Flurgewann Eichenwald.
    - Kriegwartgraben, von links und Südwesten auf etwa 461 m ü. NHN nordwestlich des Bahnhofs Goldshöfe, 0,8 km und ca. 0,4 km².[LUBW 8] Entsteht auf etwa 476 m ü. NHN östlich des Hüttlinger Gewerbegebiets um die Gottlob-Daimler-Straße im Wiesengewann Eichwald.
    -  Durchfließt auf etwa 460 m ü. NHN wenig nach dem vorigen einen Weiher, 1,5 ha.

  - Forstbach, von rechts und Südosten auf etwa 455 m ü. NHN gegenüber der Südspitze von Buch an der Oberen Jagstbahn, 2,8 km und 2,0 km². Entsteht auf etwa 507 m ü. NHN in Westhausener Weiler Baiershofen.
    -  Passiert auf dem Unterlauf zwischen der Riesbahn und der Oberen Jagstbahn auf weniger als 300 Metern Strecke zwischen 457 und 455 m ü. NHN fünf Weiher rechts am Lauf von zusammen 0,7 ha.
- Strütbach, linker und zuletzt von Westen zulaufender Oberlauf, 5,3 km und 4,4 km². Entsteht auf etwa 512 m ü. NHN im Strüt ostnordöstlich von Neuler.
  -  Durchfließt auf unter 487 m ü. NHN den Bächweiher nordöstlich von Oberlengenfeld, 1,8 ha.
  -  Passiert auf etwa 481 m ü. NHN wenig darauf einen Kleinteich am linken Ufer, 0,1 ha.

Mündung des Ahlbachs von links und Südwesten auf ca. 449,7 m ü. NHN wenig nordöstlich von Rainau-Buch in die obere Jagst im Hochwasserrückhaltebecken Buch. Der Bach ist vom Zusammenfluss seiner Oberläufe bis zum Seeufer ca. 0,5 km, von dort bis zum Stromstrich der Jagst im Stausee Buch 1,0 km, weiter zusammen mit dem längeren Oberlauf Strütbach 6,3 km lang. Sein Einzugsgebiet umfasst 13,7 km².

## Natur und Schutzgebiete
Auf einem großen Teil des Gebietes steht Wald, vor allem im Süden und in einem breiten nord-südlichen Streifen westlich des größten Ortes Buch darin. Vom Bächweiher bis an den Rand Buchs, wo der Strütbach in seiner Wiesenaue diesen Streifen quert, ist das 39 ha große Landschaftsschutzgebiet Strutbachtal (sic!) eingerichtet. Naturdenkmal ist am Rand von Goldshöfe ein anscheinend oberflächlich abflussloser Weiher bei Goldshöfe (0,1 ha) im Einzugsgebiet des Eichwaldgrabens, an der Mündung des Forstbachs in den Längenbach der Burgstall bei Buch.

## Geschichte
Der Obergermanisch-Raetische Limes quert die beiden großen Oberläufe von Südwest nach Nordost; er ist teils im Gelände noch zu erkennen.

### LUBW
Amtliche Online-Gewässerkarte mit passendem Ausschnitt und den hier benutzten Layern: Lauf und Einzugsgebiet des Ahlbachs

Allgemeiner Einstieg ohne Voreinstellungen und Layer: Daten- und Kartendienst der Landesanstalt für Umwelt Baden-Württemberg (LUBW) (Hinweise)
1. 1 2 3 4  Höhe nach dem Höhenlinienbild auf dem Hintergrundlayer Topographische Karte.
2. 1 2 3 4  Länge nach dem Layer Gewässernetz (AWGN).
3. 1 2 3  Länge abgemessen auf dem Hintergrundlayer Topographische Karte.
4. 1 2 3  Einzugsgebiet aufsummiert aus den Teileinzugsgebieten nach dem Layer Basiseinzugsgebiet (AWGN).
5. ↑  Höhe nach schwarzer Beschriftung auf dem Hintergrundlayer Topographische Karte.
6. 1 2  Seefläche nach dem Layer Stehende Gewässer.
7. ↑  Einzugsgebiet nach dem Layer Basiseinzugsgebiet (AWGN).
8. 1 2 3 4 5 6  Einzugsgebiet abgemessen auf dem Hintergrundlayer Topographische Karte.
9. ↑  Schutzgebiete nach den einschlägigen Layern.

### Andere Belege
1. ↑  Modellierte Werte nach Abfluss-BW Gewässerknoten MQ/MNQ
2. ↑  Hansjörg Dongus: Geographische Landesaufnahme: Die naturräumlichen Einheiten auf Blatt 171 Göppingen. Bundesanstalt für Landeskunde, Bad Godesberg 1961. → Online-Karte (PDF; 4,3 MB)
3. ↑  Geologie teils nach der geologischen Karte 1:25.000 von Baden-Württemberg, herausgegeben vom Geologischen Landesamt 1980, Blatt Nr. 7126 Aalen mit Erläuterungsheft. Einen gröberen Gesamtüberblick verschafft: Mapserver des Landesamtes für Geologie, Rohstoffe und Bergbau (LGRB) (Hinweise)